# Discografia de Simple Plan
A discografia de Simple Plan, uma banda canadense de pop rock formada em 2002, consiste em quatro álbuns de estúdio, dois álbuns ao vivo, dois álbuns de vídeo, dois Extended play e dezessete singles (incluindo um single promocional).
Em 2002 foi lançado o primeiro álbum, No Pads, No Helmets...Just Balls que logo se tornou um moderado sucesso comercial tendo sido certificado multi-platina na Austrália e Canadá e platina nos Estados Unidos. Dos quatro singles lançados, "Perfect" foi o mais que se destacou, alcançando a quinta posição no Canadian Hot 100, a sexta na ARIA Singles Chart e a vigésima quarta na Billboard Hot 100. Em 2003, lançaram seu primeiro álbum de video, A Big Package for You e o álbum ao vivo, Live in Japan, que foi lançado apenas no Canadá e Japão. Em 2004, foi lançado o primeiro EP da banda, Live in Anaheim e o segundo álbum de estúdio, Still Not Getting Any.... O álbum superou as vendas do antecessor em todos países, menos nos EUA. No Brasil, Still Not Getting Any... foi autenticado de ouro pela ABPD. O disco gerou cinco singles: "Welcome to My Life" em 2004, "Shut Up!", "Untitled" e "Crazy" em 2005 e "Perfect World" em 2006. O primeiro se tornou o maior sucesso da banda, alcançando as dez primeiras posições em vários países.
MTV Hard Rock Live, o segundo mterial ao vivo foi lançado em 2005 e foi certificado disco de ouro pela ABPD, por mais de quarenta mil cópias vendidas. Simple Plan foi lançado como terceiro álbum de estúdio e desempenhou-se nas tabelas musicais de países asiáticos, europeus e americanos. Recebendo certificado de ouro no Brasil e platina no Canadá. Em 2009, a banda divulgou seu segundo EP, iTunes Live from Montreal. O disco Get Your Heart On! lançado em 2012, gerou quatro singles: "Can't Keep My Hands Off You", "Jet Lal", "Astronaut" e "Summer Paradise".

## Álbuns

### Álbuns de estúdio
| 2002                                                  | No Pads, No Helmets...Just Balls - Lançamento: 15 de Novembro de 2002 - Gravadora: Atlantic - Produtor: Arnold Lanni        | 8 | 29 | —  | —  | —  | 5  | —  | 179 | 35 | - RIAA - 2× Platina - Music Canada - 2× Platina |
| 2004                                                  | Still Not Getting Any... - Lançamento: 26 de Outubro de 2004 - Gravadora: Atlantic - Produtor: Bob Rock                     | 2 | 6  | 5  | 12 | 32 | 5  | 26 | 36  | 3  | - RIAA - Platina - AMPROFON - Ouro              |
| 2008                                                  | Simple Plan - Lançamento: 12 de Fevereiro de 2008 - Gravadora: Atlantic - Produtores: Dave Fortman, Danja, Max Martin       | 2 | 6  | 9  | 16 | 43 | 12 | 7  | 31  | 14 | - Music Canada - Platina - AMPROFON - Ouro      |
| 2011                                                  | Get Your Heart On! - Lançamento: 21 de Junho de 2011 - Gravadora: Atlantic - Produtor: Brian Howes                          | 2 | 13 | 22 | 10 | 36 | 10 | 50 | 71  | 52 | - Music Canada - Platina                        |
| 2016                                                  | Taking One for the Team - Lançamento: 19 de Fevereiro de 2016 - Gravadora: Atlantic - Produtor: Howard Benson, Ryan Stewart | 4 | 12 | 18 | —  | 59 | —  | —  | 94  | 44 |                                                 |
| "—" Denota não ter entrado na parada musical do país. | |   |    |    |    |    |    |    |     |    |                                                 |

### Álbuns ao vivo
| 2003                                                  | Live in Japan 2002 - Lançamento: 21 de Janeiro de 2003 - Gravadora: Atlantic | —   | —  | —  | — |                                   |
| 2005                                                  | MTV Hard Rock Live - Lançamento: 4 de Outubro de 2005 - Gravadora: Lava      | 119 | 28 | 84 | — | - Canadá CAN - Ouro - ABPD - Ouro |
| *—* Denota não ter entrado na parada musical do país. |                                                                              |     |    |    |   |                                   |

### Extended plays
| Ano  | Detalhes                                                                                     |
| ---- | -------------------------------------------------------------------------------------------- |
| 2004 | Live in Anaheim EP ao vivo - Lançamento: 21 de fevereiro de 2004 - Gravadora: Atlantic       |
| 2009 | iTunes Live from Montreal - Lançamento: 30 de setembro de 2009 - Gravadora: Atlantic Records |

## Singles
| 2002                                                  | "I'm Just a Kid"                                 | —   | —  | —  | 64 | —  | —  | —  | —  | —  | —   |                                              | No Pads, No Helmets... Just Balls |
| 2002                                                  | "I'd Do Anything"                                | 51  | 92 | —  | 3  | —  | —  | —  | —  | —  | 78  |                                              | No Pads, No Helmets... Just Balls |
| 2003                                                  | "Addicted"                                       | 45  | 10 | —  | —  | —  | —  | —  | —  | —  | 63  |                                              | No Pads, No Helmets... Just Balls |
| 2003                                                  | "Perfect"                                        | 24  | 6  | —  | 5  | —  | —  | 14 | —  | —  | —   |                                              | No Pads, No Helmets... Just Balls |
| 2004                                                  | "Don't Wanna Think About You"                    | —   | —  | —  | —  | —  | —  | —  | —  | —  | —   | - ARIA - Platina                             | Scooby-Doo 2 Soundtrack           |
| 2004                                                  | "Welcome to My Life"                             | 40  | 7  | —  | 1  | 12 | 39 | 5  | 33 | —  | 49  | - RIAA - Ouro - ARIA - Platina               | Still Not Getting Any...          |
| 2005                                                  | "Shut Up!"                                       | 99  | 14 | 59 | —  | —  | 35 | 11 | 3  | —  | 44  |                                              | Still Not Getting Any...          |
| 2005                                                  | "Untitled"                                       | 49  | 9  | —  | —  | —  | 51 | 20 | 3  | 7  | 183 | - CAN - Platina - ARIA - Ouro                | Still Not Getting Any...          |
| 2005                                                  | "Crazy"                                          | —   | 32 | —  | 4  | 38 | —  | —  | 39 | —  | 105 |                                              | Still Not Getting Any...          |
| 2006                                                  | "Perfect World"                                  | —   | —  | —  | —  | —  | —  | —  | —  | —  | —   |                                              | Still Not Getting Any...          |
| 2007                                                  | "When I'm Gone"                                  | —   | 14 | 37 | 11 | —  | 78 | —  | 23 | 31 | 26  |                                              | Simple Plan                       |
| 2008                                                  | "Your Love Is a Lie"                             | 108 | 33 | 67 | 16 | —  | 88 | —  | —  | —  | 63  |                                              | Simple Plan                       |
| 2008                                                  | "Save You"                                       | —   | —  | —  | 18 | —  | —  | —  | —  | —  | —   |                                              | Simple Plan                       |
| 2011                                                  | "Can't Keep My Hands Off You" (com Rivers Cuomo) | —   | 45 | —  | 70 | —  | —  | —  | —  | —  | —   |                                              | Get Your Heart On!                |
| 2011                                                  | "Jet Lag" (com Natasha Bedingfield)              | —   | 8  | —  | 11 | 11 | —  | 81 | —  | 54 | —   | - ARIA - 2× Platina - Music Canada - Platina | Get Your Heart On!                |
| 2011                                                  | "Astronaut"                                      | —   | —  | —  | —  | —  | —  | —  | —  | —  | —   |                                              | Get Your Heart On!                |
| 2012                                                  | "Summer Paradise"                                | —   | 4  | 16 | 9  | —  | 42 | 28 | —  | 15 | —   | - Music Canada - Ouro - FIMI - Ouro          | Get Your Heart On!                |
| *—* Denota não ter entrado na parada musical do país. |                                                  |     |    |    |    |    |    |    |    |    |     |                                              |                                   |

### Outras canções
| Ano  | Single       | Posições | Álbum       |
| Ano  | Single       | CAN      | Álbum       |
| ---- | ------------ | -------- | ----------- |
| 2006 | "No Love"    | 77       | Simple Plan |
| 2006 | "Generation" | 90       | Simple Plan |

## Videografia

### Álbuns de vídeo
| Informações do álbum                                                                               | Certificações                          |
| -------------------------------------------------------------------------------------------------- | -------------------------------------- |
| A Big Package for You - Lançamento: 25 de novembro de 2003 - Gravadora: Lava Records               | - ARIA - Ouro - Music Canada - Platina |
| MTV Hard Rock Live - Lançamento: 4 de outubro de 2005 - Gravadora: Lava Records e Atlantic Records | - ABPD - Ouro                          |

### Videoclipes
| Ano  | Canção                                    | Diretores                    |
| ---- | ----------------------------------------- | ---------------------------- |
| 2002 | "I'm Just a Kid"                          | Smith N' Borin               |
| 2002 | "I'd Do Anything"                         | Smith N' Borin               |
| 2003 | "Addicted "                               | Smith N' Borin               |
| 2003 | "Perfect"                                 | Liz Friedlander              |
| 2004 | "Don't Wanna Think About You"             | Smith N' Borin               |
| 2004 | "Welcome to My Life"                      | Philip Atwell                |
| 2005 | "Shut Up!"                                | Eric White e Simple Plan     |
| 2005 | "Untitled (How Could This Happen to Me?)" | Marc Klasfeld e Simple Plan  |
| 2005 | "Crazy"                                   | Marc Klasfeld                |
| 2006 | "Perfect World"                           | Patrick Langois              |
| 2007 | "When I'm Gone"                           | Frank Borin e Simple Plan    |
| 2008 | "Your Love Is a Lie"                      | Wayne Isham                  |
| 2008 | "Save You"                                | Randall Thorne e Simple Plan |
| 2011 | "Jet Lag"                                 | Frank Borin                  |
| 2011 | "Can't Keep My Hands Off You"             | Mark Staubach                |
| 2011 | "Astronaut"                               | Mark Staubach                |